# 香川県の図書館一覧
香川県の図書館一覧（かがわけんのとしょかんいちらん）は、香川県の図書館の一覧である。

## 県立図書館

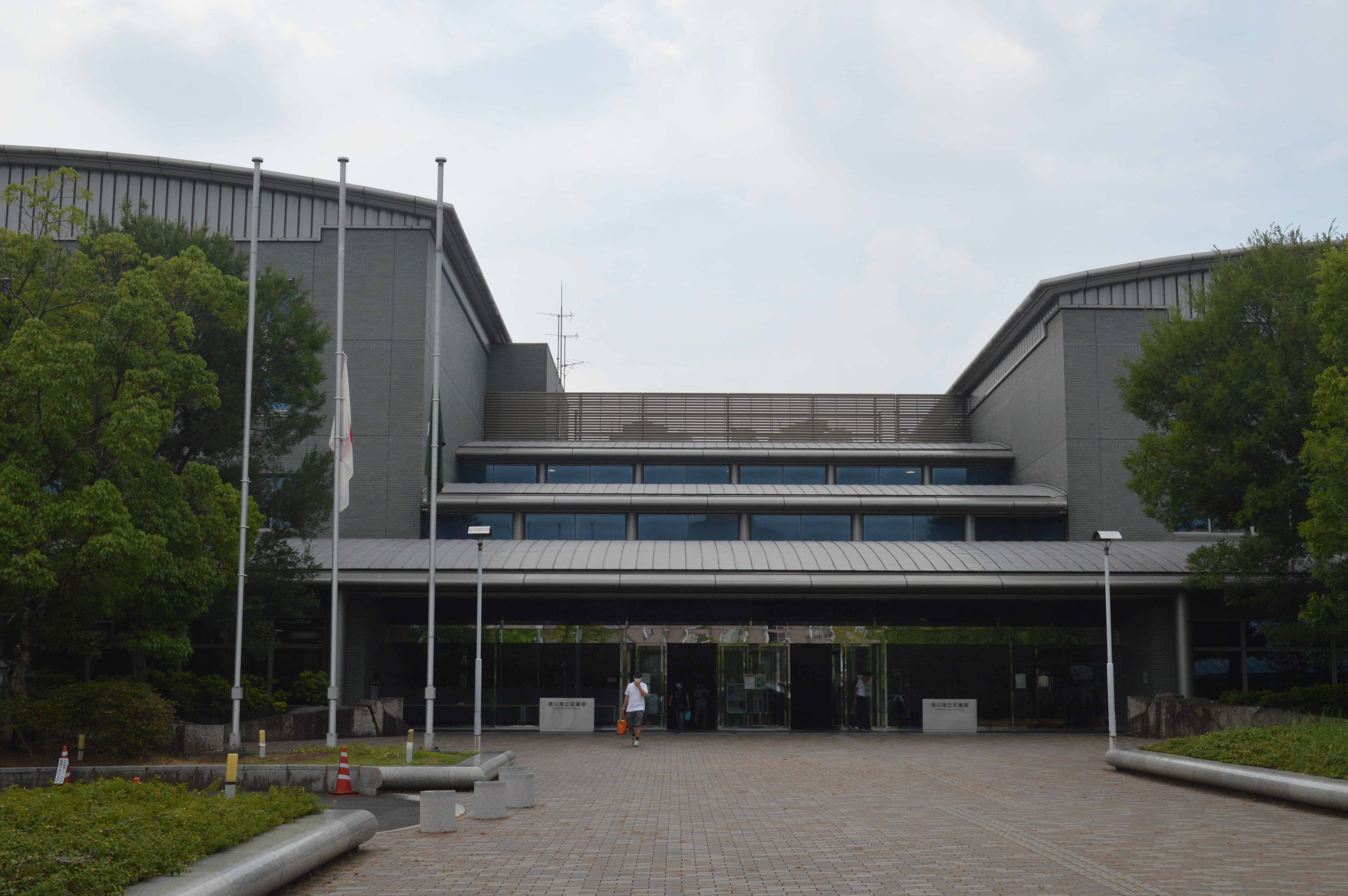
香川県立図書館

- 香川県立図書館

## 市立図書館

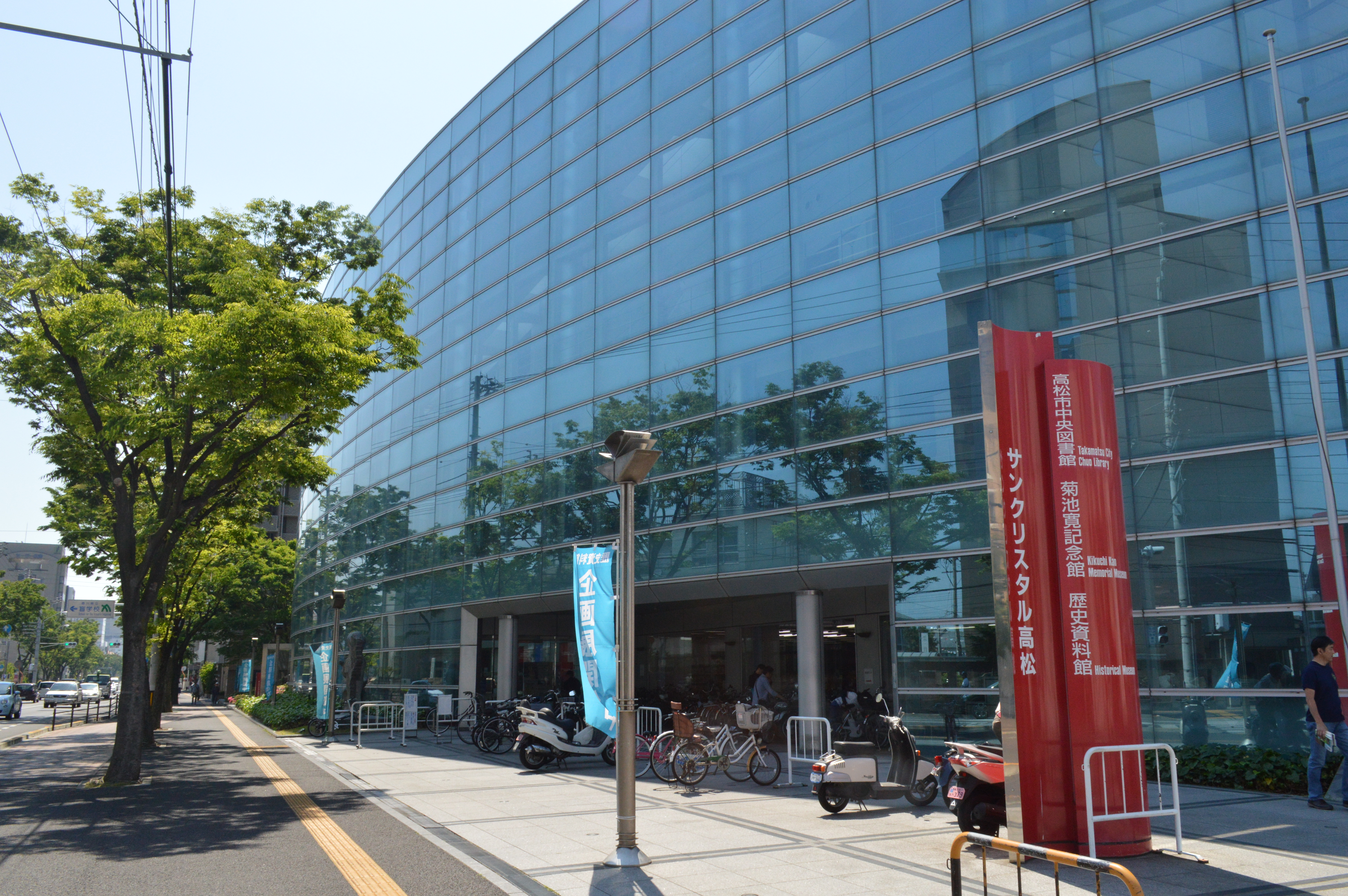
高松市中央図書館

丸亀市立中央図書館

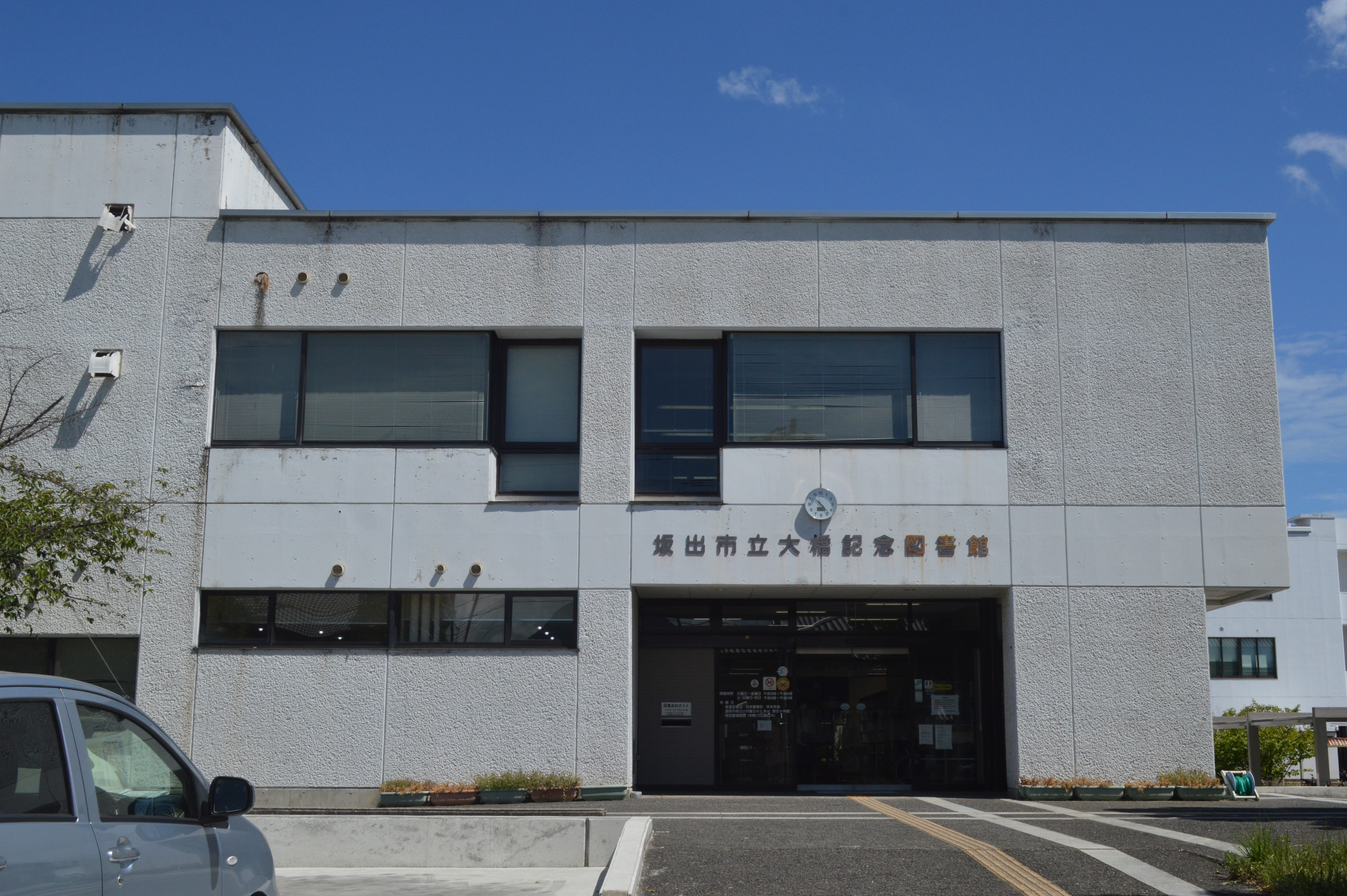
坂出市立大橋記念図書館

- 高松市図書館
  - 高松市中央図書館
  - 高松市松島図書館
  - 高松市牟礼図書館
  - 高松市香川図書館
  - 高松市国分寺図書館
- 丸亀市立図書館
  - 丸亀市立中央図書館
  - 丸亀市立綾歌図書館
  - 丸亀市立飯山図書館
- 坂出市立大橋記念図書館
- 善通寺市立図書館
- 観音寺市立図書館
  - 観音寺市立中央図書館
  - 観音寺市立大野図書館
  - 観音寺市立豊浜図書館
- さぬき市図書館
  - さぬき市寒川図書館
  - さぬき市志度図書館
- 東かがわ市図書館
  - 東かがわ市立図書館
  - 引田図書室
  - 交流プラザ児童図書コーナー
- 三豊市図書館
  - 三豊市高瀬町図書館
  - 三豊市山本町図書館
  - 三豊市三野町図書館
  - 三豊市豊中町図書館
  - 三豊市詫間町図書館
  - 三豊市仁尾町図書館
  - 三豊市財田町公民館図書室

## 町立図書館
- 土庄町立中央図書館
- 小豆島町立図書館
- 宇多津町ライブラリーうたづ
- 綾川町立図書館
  - 綾川町立生涯学習センター
  - 綾川町立綾上図書館
- 多度津町立明徳会図書館
- まんのう町立図書館

## 大学図書館等
- 香川大学図書館
  - 香川大学図書館中央館
  - 香川大学図書館工学部分館
  - 香川大学図書館医学部分館
  - 香川大学図書館農学部分館
- 高松大学・高松短期大学付属図書館
- 香川高等専門学校高松キャンパス図書館
- 四国学院大学図書館
- 香川高等専門学校詫間キャンパス図書館
- 香川短期大学附属図書館

## その他

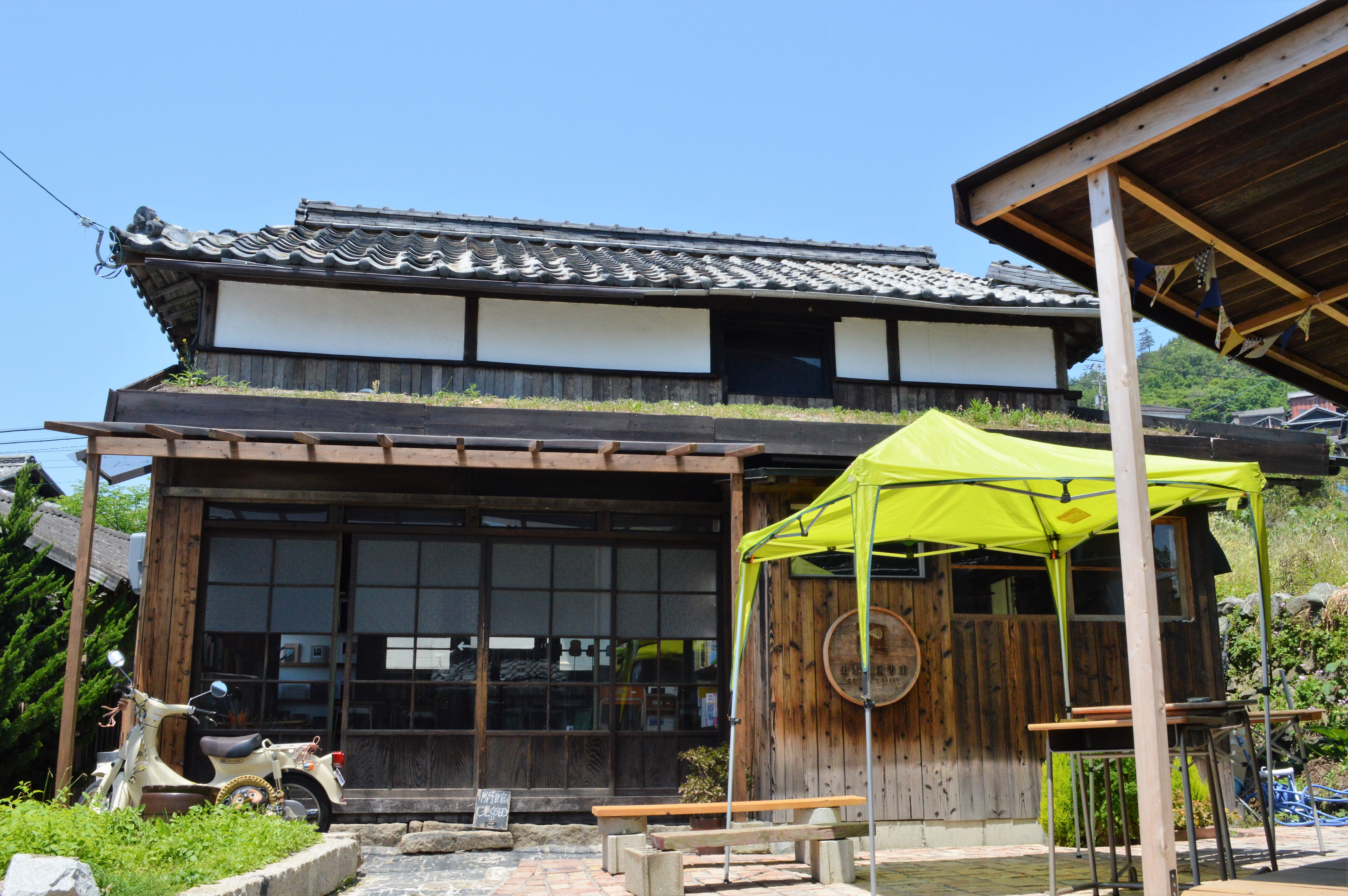
男木島図書館

- 金刀比羅宮図書館 - 琴平町にある私立図書館。
- 近畿中国四国農業研究センター四国研究センター図書室 - 善通寺市にある私立図書館。
- 男木島図書館 - 高松市の男木島にある私立図書館。